# Rivetinidae
Rivetinidae (лат.) — семейство насекомых из отряда богомоловых (Mantodea). Типовой род Rivetina. После крупного пересмотра таксономии богомолов в этом семействе оказалось много родов, перемещенных из Miomantinae: триба Rivetinini; некоторые ранее помещенные туда роды теперь перемещены в новые семейства Deroplatyidae и Chroicopteridae. После ревизии этот таксон размещён в надсемействе Eremiaphiloidea (группы Cernomantodea) и инфраотряде Schizomantodea.

## Распространение
Роды этого семейства зарегистрированы из южной Европы, Африки и Азии. Виды из этого семейства, встречающиеся в Италии — Geomantis larvoides и Rivetina baetica.

## Классификация
В Mantodea Species File указывается два подсемейства:

### Deiphobinae
триба Cotigaonopsini
- Cotigaonopsis Vyjayandi, 2009 — единственный вид C. providenceae Vyjayandi, 2009

триба Deiphobini
- Deiphobe Stal, 1877
- Deiphobella Giglio-Tos, 1916
- Indothespis Werner, 1935

### Rivetininae

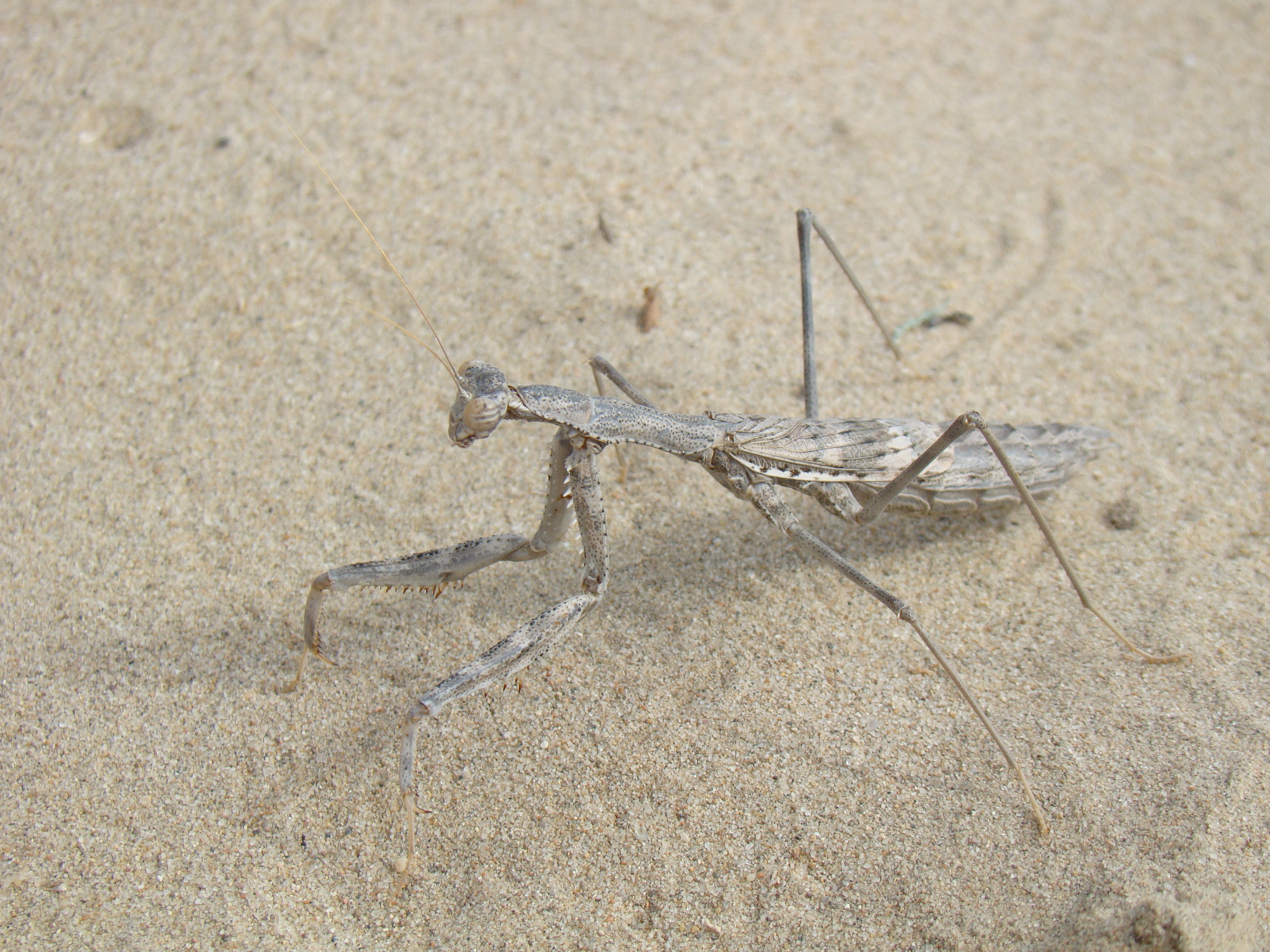
Взрослая самка Bolivaria brachyptera из Байконура, Казахстан.

триба Ischnomantini
- Eremoplana Stal, 1871
- Ischnomantis Stal, 1871

триба Rivetinini
- Bolivaria Stal, 1877
- Geomantis Pantel, 1896
- Microthespis Werner, 1908
- Pararivetina Beier, 1930
- Rivetina Berland & Chopard, 1922
- Rivetinula La Greca, 1977
- Teddia Burr, 1899